# Kraljevo
Kraljevo (en serbi ciríl·lic: Краљево) és una ciutat i municipi situat a Sèrbia, al costat del riu Ibar, a 7 km a l'oest de la seva confluència amb el Gran Morava, i enmig d'una vall, entre les muntanyes Kotlenik, al nord, i les Stolovi, al sud.
El 2002 la població de la ciutat (inclosa la seva zona dels afores) era de 82.846 habitants (municipi: 121.707). És el centre administratiu del Districte de Raška. La ciutat pròpiament consta de 16 assentaments. El 1991, hi havia 80.559 habitants. A causa de l'enorme quantitat de refugiats de Kosovo (al voltant de 18.500) i Bòsnia i Hercegovina, en l'actualitat la població de la ciutat ascendeix a més de 100.000.

## Etimologia
Anteriorment coneguda com a Rude Polje (Рудо Поље), Karanovac (Карановац) i Rankovićevo (Ранковићево), Kraljevo va rebre el seu nom actual, que significa "Ciutat del Rei", del Rei Milà I de Sèrbia (1868-1889), qui també va fundar un bisbat, a Čačak, 35 km al nord-oest.

## Patrimoni i història

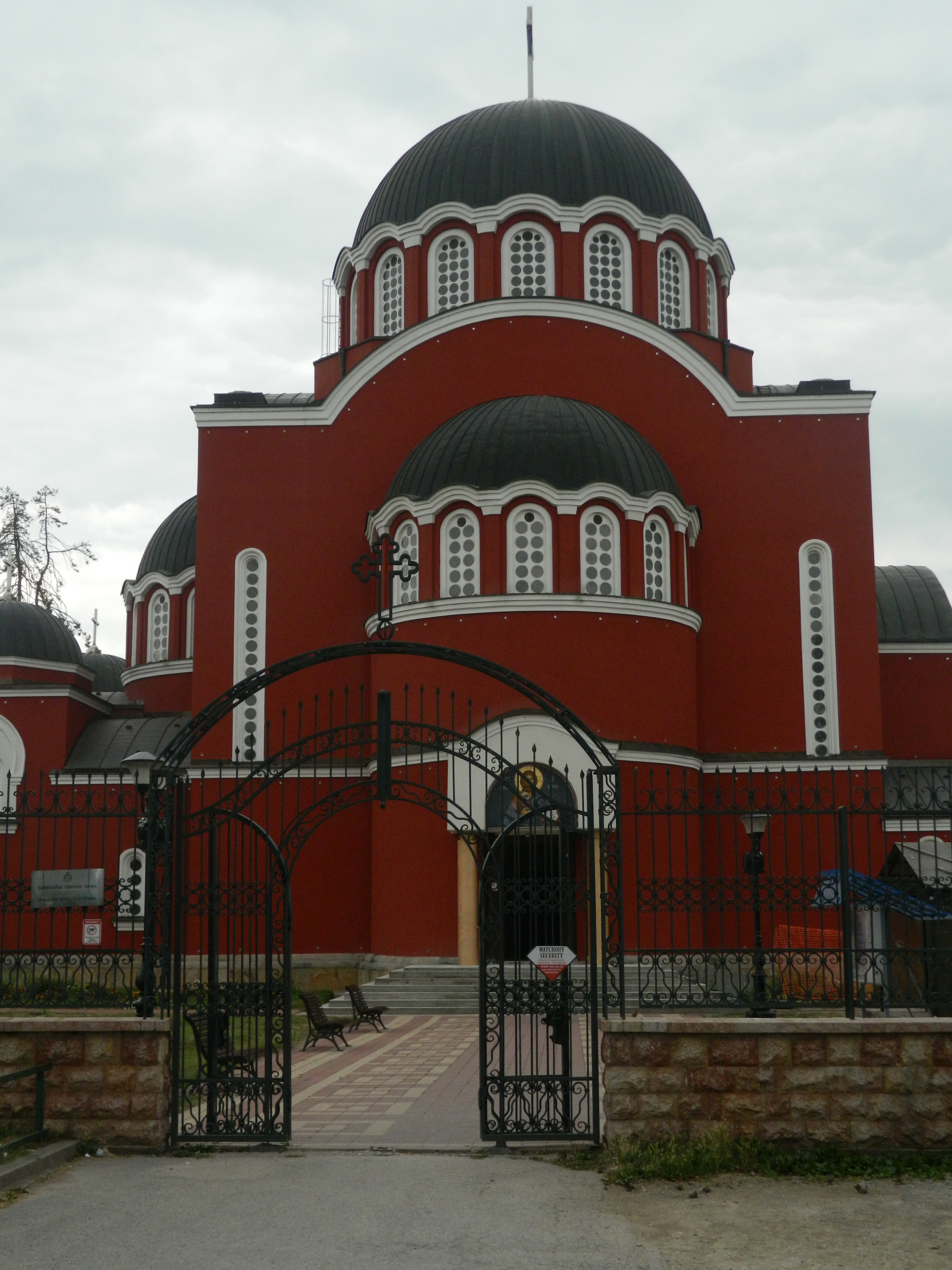
El Temple de Sant Sava a Kraljevo

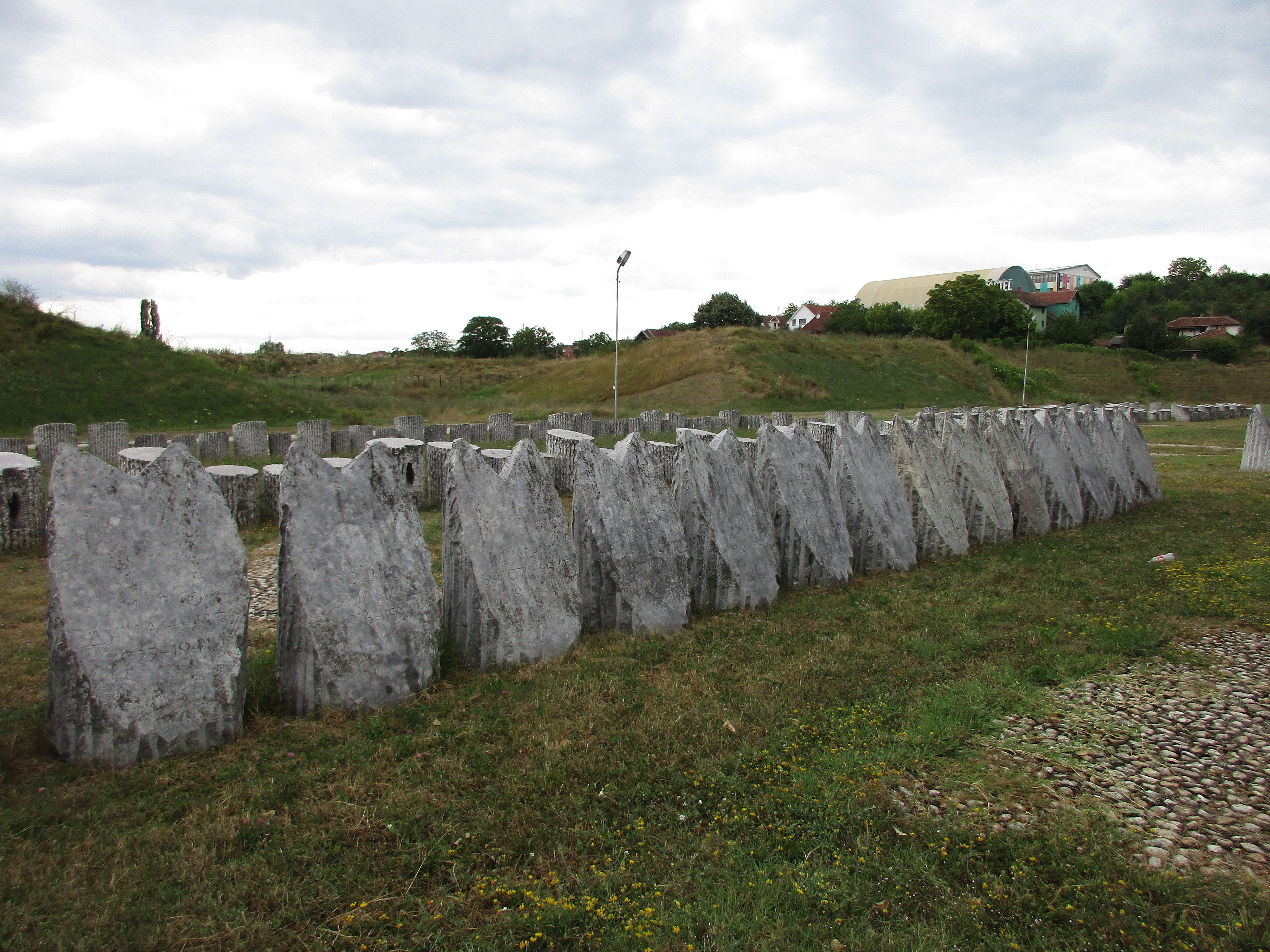
El Parc Memorial el 14 d'octubre

La seva característica més interessant és l'església de la Coronació, pertanyent al Monestir de Žiča. Aquí set reis es diu que van ser coronats (les set corones del seu escut d'armes representen als set reis). L'església és d'estil romà d'Orient, i s'ha restaurat parcialment, però la torre principal data de l'any 1210, quan va ser fundada per Sant Sava, el sant patró de Sèrbia.
El famós Monestir de Studenica, 39 km al sud-oest de Kraljevo, està situat a les muntanyes, amb vista al Studenica, afluent del Ibar. Es compon d'un grup d'antics edificis de fusta i guix, amb un alt campanar, i una diminuta església de marbre blanc, fundada el 1190 pel rei Esteve Nemanja, que va ser monjo i al qual es va canonitzar com a Sant Simó. Les talles de les portes nord, sud i oest van ser pràcticament destruïdes pels turcs. Les parets internes estan decorades amb frescos romans d'Orient, entre els quals només es mantenen una pintura de l'Última Cena, i els retrats de cinc sants.
La ciutat és seu de la 2a Brigada de Forces Terrestres de l'Exèrcit de Terra de Sèrbia, i als seus voltants es troba l'Aeroport de Kraljevo-Lađevci, que serveix també com a base de la Força Aèria Sèrbia.

## Demografia
Segons el cens de 2002, els grups ètnics al municipi eren:
- Serbis = 118,873
- Romanís = 876
- Macedonis = 251
- Iugoslaus = 213
- Croats = 209
- Uns altres = -

## Ciutats agermanades

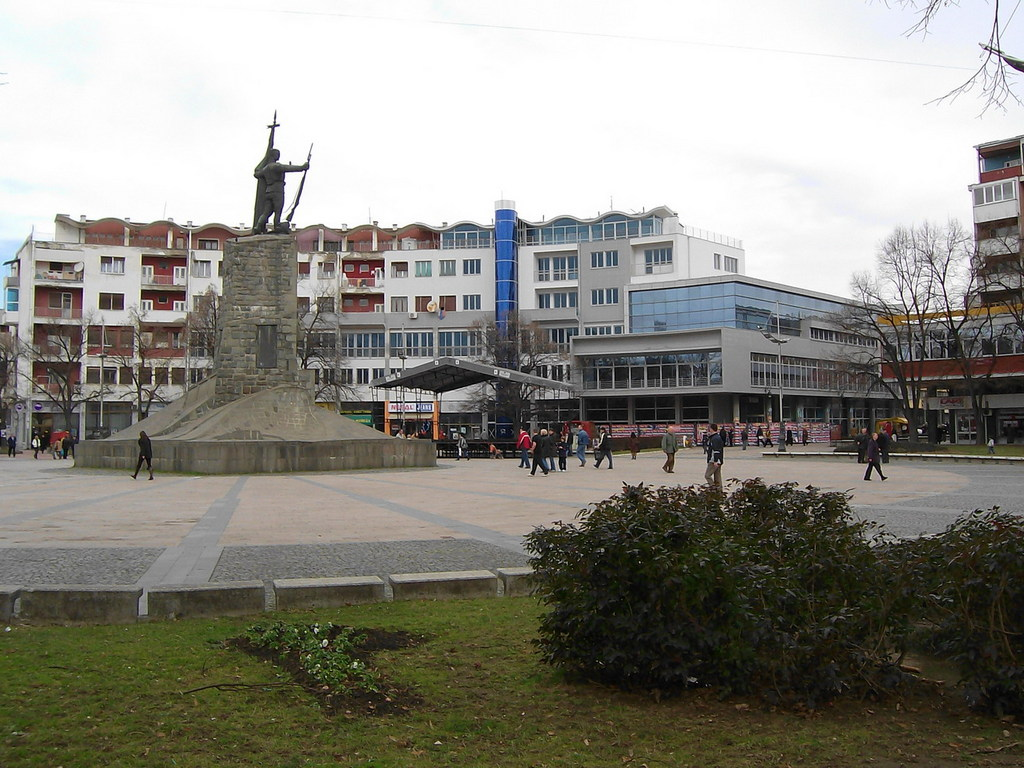
Plaça al centre de Kraljevo.

- Sainte-Foy-lès-Lyon, França
- Sendenhorst, Alemanya
- Ahlen, Alemanya
- Zielona Góra, Polònia